# 花沢城
花沢城（はなざわじょう）は、静岡県焼津市高崎にあった日本の城。駿河の守護・今川氏の西の守りとして造られた山城で、1568年（永禄11年）から始まった甲斐の武田信玄による駿河侵攻では、最終盤に激戦地となった。

## 概要
築城は、1861年（文久元年）に新宮高平が著した地誌『駿河志料』では明応・文亀年間（1492年～1503年）としているが根拠はなく、花倉の乱終結直後の1537年（天文6年）頃ではないかと考えられている。今川氏家臣・関口氏禄が初代城主とされる。

## 花沢城の戦い
1568年（永禄11年）より駿河侵攻を開始した武田信玄は、1570年（永禄13年）正月、城主・大原資良（小原鎮実）以下今川家臣の立て籠もる花沢城に攻め入った。信玄は高草山中腹に布陣し、武田勝頼・武田信廉・長坂長閑らが攻撃を行った。城兵は14日間に渡り奮戦したが、同月27日に降参し開城、大原資良は遠江に退去したと伝わる。

## 城跡
城跡は、焼津市北部の高草山から南東に派生した標高150メートルの丘陵に位置する。山頂部に幅29メートル×長さ65メートルの本曲輪と、幅28メートル×長さ66メートルの二ノ曲輪を置き、周囲の稜線にも腰曲輪や堀切を複数設けて南北450メートル規模の城塞を構築している。
2018年（平成30年）から焼津市による「花沢城活用推進事業」が進められており、同年9月～10月には市教育委員会により初の発掘調査が実施され、本曲輪・二ノ曲輪間の大堀切が調査された。また一般市民が訪れて遺構を見やすいよう、遊歩道の敷設や雑木の伐採などの整備も行われている。